# Hans Leijtens
Johannes Adrianus Josephus (Hans) Leijtens (Tilburg, 26 maart 1963) is een voormalig Nederlands militair en topambtenaar. Van 2012 tot 2015 was hij als luitenant-generaal de commandant van de Koninklijke Marechaussee. Vanaf 1 november 2015 was hij directeur-generaal van de Belastingdienst. Op 2 september 2019 nam Leijtens het commando van de Koninklijke Marechaussee weer over van Harry van den Brink. Sinds 1 maart 2023 is hij algemeen directeur bij Frontex.

## Militaire loopbaan
Van 1981 tot 1985 volgde Leijtens aan de Koninklijke Militaire Academie in Breda de opleiding sociologie en psychologie. Hierna was hij van 1985 tot 1987 pelotonscommandant van 13 Pantserluchtdoelartilleriebatterij 'Ypenburg' van de Koninklijke Landmacht.
Van 1988 tot 1989 volgde hij de opleiding tot officier bij de Koninklijke Marechaussee aan het opleidingscentrum van de marechaussee in de Koning Willem III-kazerne te Apeldoorn. In 1989 kwam Leijtens in dienst bij de Koninklijke Marechaussee. Hier was hij van 1992 tot 1996 hoofd Operationele Dienst Politiedienst District Schiphol. In 1996 verliet hij defensie om consultant te worden bij Mercuri Urval, maar in 2003 keerde hij terug naar de marechaussee. In die periode studeerde hij bestuurskunde aan de Universiteit Leiden.
Van 2003 tot 2004 was hij docent rechts- en politiewetenschappen aan de Koninklijke Militaire Academie. Hierna werkte hij tussen 2004 en 2007 als beleidsadviseur bij het ministerie van Defensie. In 2008 promoveerde Leijtens op een proefschrift in Leiden op een onderzoek naar resultaatgerichte sturing bij de Koninklijke Marechaussee.
Hans Leijtens was daarna commandant District Koninklijke Marechaussee Zuid en commandant van het contingentscommando in Afghanistan. Vanaf 2011 was hij plaatsvervangend commandant Koninklijke Marechaussee en op 31 mei 2012 nam hij op het Binnenhof in Den Haag het commando van de Koninklijke Marechaussee over van luitenant-generaal Dick van Putten.
Op 5 november 2015 zwaaide Leijtens af als commandant van de Koninklijke Marechaussee. Zijn opvolger was Harry van den Brink. Leijtens werd tijdens de commando-overdracht voor zijn verdiensten benoemd tot Officier in de Orde van Oranje-Nassau met de Zwaarden.
Vanaf 2 september 2019 vervult Leijtens opnieuw de functie van commandant van de Koninklijke Marechaussee. Hij is 2 september teruggekeerd bij Defensie en volgt luitenant-generaal Harry van den Brink op, die op zijn beurt Leijtens eerst opvolgde in diezelfde functie.
Als commandant Koninklijke Marechaussee is Leijtens tevens Gouverneur der Residentie. De Gouverneur der Residentie is verantwoordelijk voor het militair ceremonieel in Den Haag.

## Belastingdienst
Op 1 november 2015 werd Leijtens benoemd tot directeur-generaal van de Belastingdienst. Op 13 januari 2017 werd bekendgemaakt dat hij zijn functie bij de Belastingdienst per direct neerlegde. Hij werd opgevolgd door Jaap Uijlenbroek.

## Frontex
Sinds 1 maart 2023 is Leijtens algemeen directeur van Frontex, het Europese Grens- en Kustwachtagentschap. Hij was al eerder lid geweest van de raad van bestuur van Frontex.

## Privé
Hans Leijtens is getrouwd met Monica den Boer, hoogleraar aan de Nederlandse Defensie Academie en voormalig Tweede Kamerlid voor D66

## Onderscheidingen

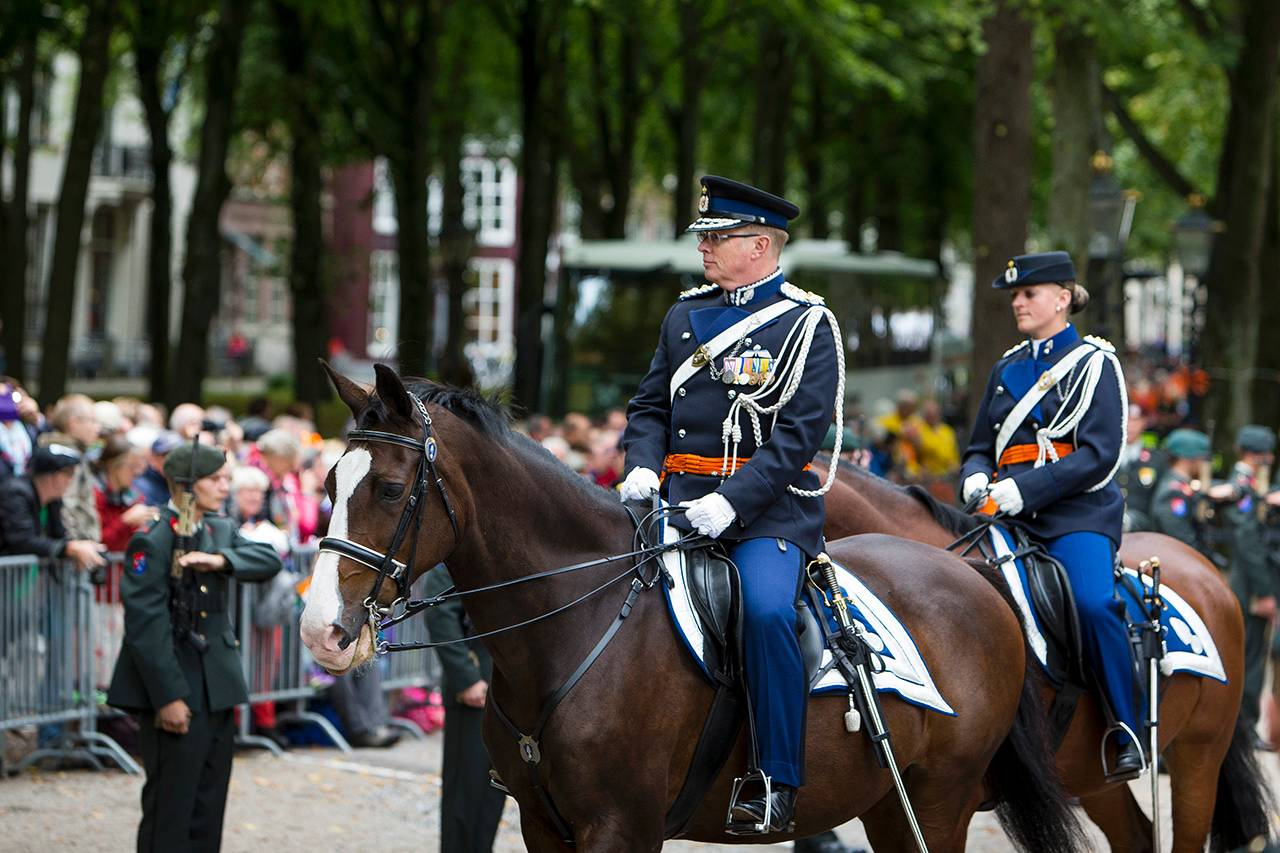
Leijtens inspecteert als Gouverneur der Residentie de erewacht op Prinsjesdag 2015

- Officier in de Orde van Oranje-Nassau
- Herinneringsmedaille Vredesoperaties
- Onderscheidingsteken voor Langdurige Dienst als officier
- Inhuldigingsmedaille 2013
- Marechausseemedaille
- Kruis voor betoonde marsvaardigheid
- NAVO-medaille
- Orde van Verdienste van Italë